# خط عرض 78° شمال
خط عرض 78° شمال هي إحدى دوائر العرض الجغرافية، وهي دوائر وهمية تحيط بالكرة الأرضية، وموازية لخط الاستواء، وتتميز هذه الدائرة بأن الأراضي الواقعة عليها تنتمي للمنطقة القطبية.

## حول العالم
خط عرض 78° شمال يبدأ من خط الزوال الأولي ويتجه شرقا ويمر عبر:
| الإحداثيات                           | البلد أو الإقليم أو البحر           | ملاحظات                                                                           |
| ------------------------------------ | ----------------------------------- | --------------------------------------------------------------------------------- |
| 78°0′N 0°0′E / 78.000°N 0.000°E      | المحيط الأطلسي                      | بحر غرينلاند                                                                      |
| 78°0′N 13°39′E / 78.000°N 13.650°E   | النرويج                             | سفالبارد - جزيرة سبيتسبرغن                                                        |
| 78°0′N 18°25′E / 78.000°N 18.417°E   | مضيق ستورفيوردين البحري [لغات أخرى]‏ |                                                                                   |
| 78°0′N 21°8′E / 78.000°N 21.133°E    | النرويج                             | سفالبارد - جزيرة جزيرة إدغيويا [لغات أخرى]‏                                        |
| 78°0′N 23°16′E / 78.000°N 23.267°E   | بحر بارنتس                          |                                                                                   |
| 78°0′N 67°48′E / 78.000°N 67.800°E   | بحر كارا                            |                                                                                   |
| 78°0′N 99°35′E / 78.000°N 99.583°E   | روسيا                               | سيفيرينيا زيمليا - جزيرة البلاشفة                                                 |
| 78°0′N 100°23′E / 78.000°N 100.383°E | بحر كارا                            |                                                                                   |
| 78°0′N 103°24′E / 78.000°N 103.400°E | بحر لابتيف                          | مرورا بجنوب جزيرة مالي تايمير [لغات أخرى]‏, روسيا                                  |
| 78°0′N 123°15′E / 78.000°N 123.250°E | المحيط المتجمد الشمالي              |                                                                                   |
| 78°0′N 114°43′W / 78.000°N 114.717°W | كندا                                | الأقاليم الشمالية الغربية - جزيرة بروك [لغات أخرى]‏                                |
| 78°0′N 114°19′W / 78.000°N 114.317°W | Wilkins Strait                      |                                                                                   |
| 78°0′N 112°25′W / 78.000°N 112.417°W | كندا                                | الأقاليم الشمالية الغربية - Mackenzie King Island نونافوت - Mackenzie King Island |
| 78°0′N 109°36′W / 78.000°N 109.600°W | بحر الأمير كوستاف أدولف             |                                                                                   |
| 78°0′N 105°19′W / 78.000°N 105.317°W | Maclean Strait                      |                                                                                   |
| 78°0′N 102°51′W / 78.000°N 102.850°W | Danish Strait                       | مرورا بشمال جزيرة كينج كريستيان [لغات أخرى]‏, نونافوت, كندا                        |
| 78°0′N 100°47′W / 78.000°N 100.783°W | كندا                                | نونافوت - جزيرة اليف رينجنس [لغات أخرى]‏                                           |
| 78°0′N 99°2′W / 78.000°N 99.033°W    | Hassel Sound                        |                                                                                   |
| 78°0′N 97°28′W / 78.000°N 97.467°W   | كندا                                | نونافوت - جزيرة آمون ريجنس [لغات أخرى]‏                                            |
| 78°0′N 95°1′W / 78.000°N 95.017°W    | Norwegian Bay                       |                                                                                   |
| 78°0′N 87°50′W / 78.000°N 87.833°W   | Baumann Fiord                       |                                                                                   |
| 78°0′N 85°24′W / 78.000°N 85.400°W   | كندا                                | نونافوت - جزيرة إليسمير                                                           |
| 78°0′N 75°48′W / 78.000°N 75.800°W   | مضيق ناريس                          |                                                                                   |
| 78°0′N 72°16′W / 78.000°N 72.267°W   | جرينلاند                            | Kavigarssuk                                                                       |
| 78°0′N 21°18′W / 78.000°N 21.300°W   | جرينلاند                            | Søndre Mellemland                                                                 |
| 78°0′N 18°52′W / 78.000°N 18.867°W   | المحيط الأطلسي                      | بحر غرينلاند                                                                      |